# Umri Pragane Balapur
Umri Pragane Balapur è una suddivisione dell'India, classificata come census town, di 16.262 abitanti, situata nel distretto di Akola, nello stato federato del Maharashtra. In base al numero di abitanti la città rientra nella classe IV (da 10.000 a 19.999 persone).

## Geografia fisica
La città è situata a 20° 42' 41 N e 77° 02' 11 E.

## Società

### Evoluzione demografica
Al censimento del 2001 la popolazione di Umri Pragane Balapur assommava a 16.262 persone, delle quali 8.452 maschi e 7.810 femmine. I bambini di età inferiore o uguale ai sei anni assommavano a 1.964, dei quali 1.063 maschi e 901 femmine. Infine, coloro che erano in grado di saper almeno leggere e scrivere erano 12.789, dei quali 7.021 maschi e 5.768 femmine.